# سورة البلد
سورة البلد هي سورة مكية من سور المفصل في القرآن، وهي السورة التسعون في ترتيب المصحف في الجزء الثلاثين بعد سورة الفجر وقبل سورة الشمس، عدد آياتها عشرون آية، وعدد كلماتها اثنتان وثمانون كلمة وقيل ثمانون كلمة، وعدد حروفها ثلاث مئة وثلاثون حرفًا وقيل: ثلاث مئة وأحد وثلاثون حرفًا وقيل: ثلاثمائة وعشرون حرفًا، وأواخر فواصل آياتها حرف الدال وحرف الألف وحرف النون والتاء المربوطة. نزلت بمكة بعد سورة ق وقبل سورة الطارق، بدأت بأسلوب قسم ﴿لَا أُقْسِمُ بِهَذَا الْبَلَدِ﴾، إذ أقسم الله بمكة للتنبيه على عظم قدرها وعظم قدر ساكنها واحتوت التنويه بها وبمقام النبي بها والتنويه ببركته فيها وعلى أهلها وكذلك التنويه بأسلاف النبي محمد من سكانها من الأنبياء، تضمّنت سورة البلد ذم سيرة أهل الشرك وإنكارهم البعث وما كانوا عليه من التفاخر المبالغ فيه وما أهملوه من شكر النعمة على الحواس فلم يشكروا ذلك بالبذل في سبل الخير، وما فرطوا فيه من خصال الإيمان وأخلاقه كما احتوت الوعيد للكافرين والبشارة للموقنين.
سُميت «سورة البلد» في المصاحف وفي كتب التفسير، وتُسمّى أيضًا سورة العقبة، وسُمّيت «سورة لا أقسم» في ترجمتها عن صحيح البخاري، وذلك تعظيم لشأنها لأن الله تعالى قد شرف مكة فجعل فيها قبلة المسلمين وهي الكعبة. تتناسب السورة بما قبلها بذكر أفضل مساكن الخلق وهي الجنة وذكر النفس المطمئنة في اختتام سورة الفجر، لتبتدئ سورة البلد بذكر مكة التي هي أفضل البلاد عند المسلمين وذكر أشرف أولي الأنفس عند المسلمين وهو النبي محمد، واختتمت السورة بذكر أصحاب الميمنة وأصحاب المشأمة الذين ورد ذكرهم في سورة الشمس التالية لها في آيتين متتاليتين فأصحاب الميمنة هم الذين زكّوا أنفسهم وأصحاب المشأمة هم الذين دسّوها.

## نص السورة
﴿لَا أُقْسِمُ بِهَذَا الْبَلَدِ ۝١ وَأَنْتَ حِلٌّ بِهَذَا الْبَلَدِ ۝٢ وَوَالِدٍ وَمَا وَلَدَ ۝٣ لَقَدْ خَلَقْنَا الْإِنْسَانَ فِي كَبَدٍ ۝٤ أَيَحْسَبُ أَنْ لَنْ يَقْدِرَ عَلَيْهِ أَحَدٌ ۝٥ يَقُولُ أَهْلَكْتُ مَالًا لُبَدًا ۝٦ أَيَحْسَبُ أَنْ لَمْ يَرَهُ أَحَدٌ ۝٧ أَلَمْ نَجْعَلْ لَهُ عَيْنَيْنِ ۝٨ وَلِسَانًا وَشَفَتَيْنِ ۝٩ وَهَدَيْنَاهُ النَّجْدَيْنِ ۝١٠ فَلَا اقْتَحَمَ الْعَقَبَةَ ۝١١ وَمَا أَدْرَاكَ مَا الْعَقَبَةُ ۝١٢ فَكُّ رَقَبَةٍ ۝١٣ أَوْ إِطْعَامٌ فِي يَوْمٍ ذِي مَسْغَبَةٍ ۝١٤ يَتِيمًا ذَا مَقْرَبَةٍ ۝١٥ أَوْ مِسْكِينًا ذَا مَتْرَبَةٍ ۝١٦ ثُمَّ كَانَ مِنَ الَّذِينَ آمَنُوا وَتَوَاصَوْا بِالصَّبْرِ وَتَوَاصَوْا بِالْمَرْحَمَةِ ۝١٧ أُولَئِكَ أَصْحَابُ الْمَيْمَنَةِ ۝١٨ وَالَّذِينَ كَفَرُوا بِآيَاتِنَا هُمْ أَصْحَابُ الْمَشْأَمَةِ ۝١٩ عَلَيْهِمْ نَارٌ مُؤْصَدَةٌ ۝٢٠﴾ [البلد:1–20]

### القراءات والمصاحف
الاختلافات الواردة في القراءات العشر هي:
﴿أَيَحْسَبُ﴾: قرأها كذلك ابن عامر وعاصم وحمزة وأبو جعفر أي: بفتح السين في الموضعين. وقرأها غيرهم بكسرها «أَيَحْسِبُ».
«لُبَّدًا»: قرأها كذلك أبو جعفر أي بتشديد الباء. وقرأها الباقون بتخفيفها ﴿لُبَدًا﴾.
«فَكَّ رَقَبَةً أو أَطْعَمَ» قرأها كذلك ابن كثير وأبو عمرو والكسائي أي «فَكَّ» بفتح الكاف و«رَقَبَةً» بالنصب و«أَطْعَمَ» بحذف الألف وفتح الهمزة والميم من غير تنوين. وقرأها الباقون برفع فك وخفض رقبة وكسر الهمزة ورفع الميم مع التنوين المسبوق بألف ﴿فَكُّ رَقَبَةٍ ۝١٣ أَوْ إِطْعَامٌ﴾.
وقال عبد الفتاح القاضي: ««المشأمة» لحمزة فيه وقفا نقل حركة الهمزة إلى الشين وحذف الهمزة. «مؤصدة» قرأ البصريان أبو عمرو وويعقوب وحفص وحمزة وخلف بهمزة ساكنة بعد الميم والباقون بإبدالها واوا ساكنة مدية ومعهم حمزة إن وقف ولا إبدال فيه للسوسي لأنه من المستثنيات».
وقد اختُلف في عدد كلماتها فقيل ثمانون كلمة وقيل اثنتان وثمانون كلمة، واختُلف في عدد حروفها أيضا، قال النيسابوري: حروفها مئتان وستة وثلاثون وقال الفيروزآبادي: ثلاث مئة وعشرون حرفًا وقال أبو عمرو الداني: ثلاث مئة وأحد وثلاثون حرفًا وقيل: ثلاث مئة وثلاثون حرفًا.

## تسمية السورة
سُميت السورة بهذا الاسم «سورة البلد» في المصاحف وفي كتب التفسير، وسُمّيت «سورة لا أقسم» في ترجمتها عن صحيح البخاري. وكان في ذلك تعظيمٌ لشأنها، لأن الله تعالى قد شرف مكة فجعل فيها الكعبة وهي قبلة المسلمين. وتُسمّى أيضا سورة العقبة.

## زمن نزول السورة
سورة البلد مكية وتحتوي على مؤشرٍ يشير إلى أنها نزلت في الفترة التي عزم فيها كفار مكة على معارضة النبي محمد. وأحلت لأنفسهم الطغيان والإسراف عليه. ونوّه الثعالبي على أنها قد تكون نزلت عام الفتح.

## أسباب نزول السورة
ذكر الثعالبي أنها نزلت في «أبي الأشد بن كلدة» الذي كان شديدًا مغترًا بقوته، وكان يُبسط له الأديم وهو الجلد فيُوضع تحت قدميه، ويقول: من أزالني عنه فله كذا، فيجذبه عشرة فيتقطع قطعاً ولا تزلّ قدماه، وقيل عمرو بن عبد ود، وقيل الوليد بن المغيرة، وقيل أبو جهل بن هشام، وقيل الحارث بن عامر بن نوفل بن عبد مناف. قال الألوسي: «ويجوز أن يكون كل من هؤلاء سبب النزول فلا تغفل» وقد ورد عند القرطبي أنها نزلت في الحارث بن عامر بن نوفل الذي أذنب فاستفتى النبي، فأمره أن يُكَفِّر، فقال: لقد ذهب مالي في الكفّارات والنفقات، منذ دخلت في دين محمد. وهذا القول منه يحتمل أن يكون استطالة بما أنفق، فيكون طغيانًا منه، أو أسفًا عليه، فيكون ندمًا منه.

## أغراض السورة
احتوت سورة البلد التنويه بمكة والتنويه بمقام النبي بها والتنويه ببركته فيها وعلى أهلها وكذلك التنويه بأسلاف النبي محمد من سكان مكة من الأنبياء كإبراهيم وإسماعيل، أو أتباع الحنيفية كعدنان ومضر كما ذكر ذلك ابن عاشور في تفسيره. ومن أغراضها «التخلص إلى ذم سيرة أهل الشرك وإنكارهم البعث، وما كانوا عليه من التفاخر المبالغ فيه، وما أهملوه من شكر النعمة على الحواس، ونعمة النطق، ونعمة الفكر، ونعمة الإرشاد، فلم يشكروا ذلك بالبذل في سبل الخير، وما فرطوا فيه من خصال الإيمان وأخلاقه.» كما احتوت الوعيد للكافرين والبشارة للموقنين.

## تفسير السورة

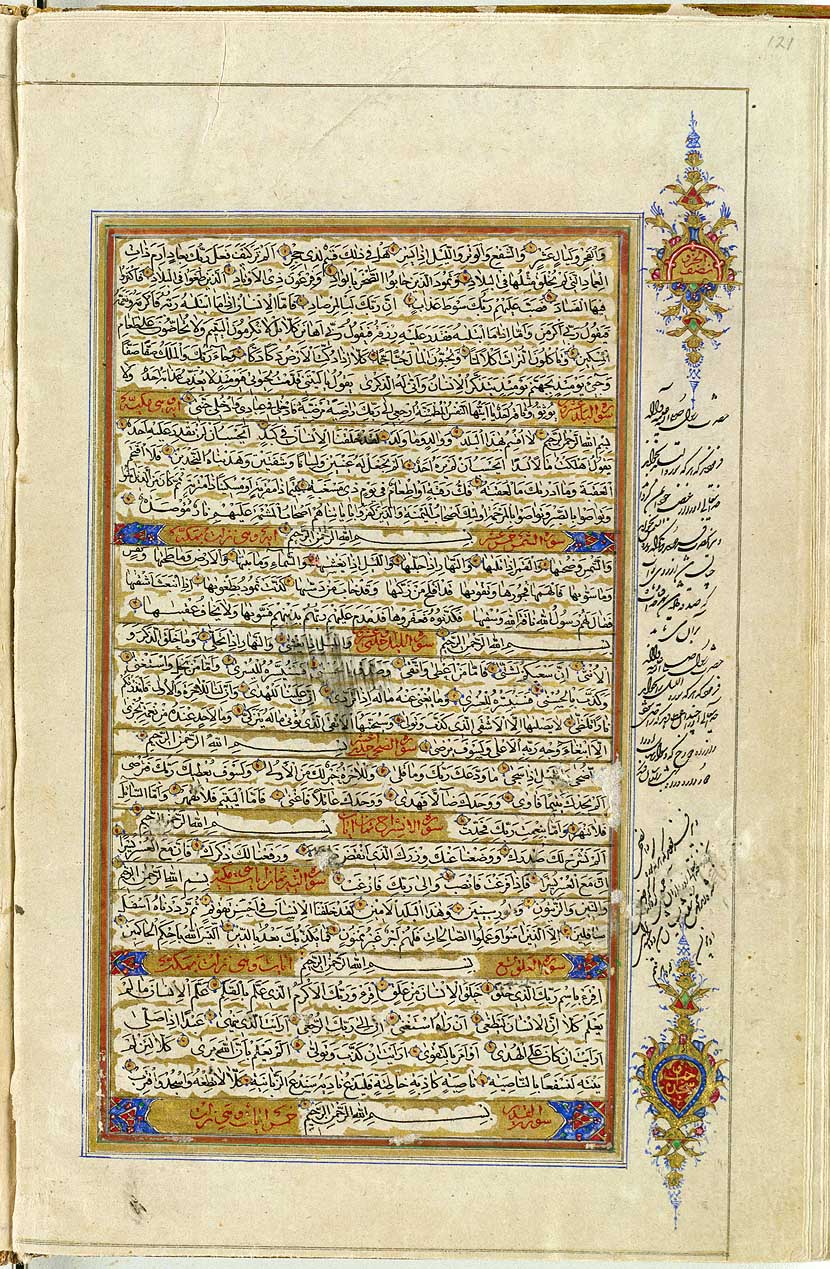
صفحة من مصحف يعود لعام 1874م تحتوي على سورة البلد.

﴿لَا أُقْسِمُ بِهَذَا الْبَلَدِ ۝١﴾ أقسم الله بالبلد والبلد مكة بإجماع المفسرين، قال ابن كثير: «هذا قسم من الله عز وجل بمكة أم القرى في حال كون الساكن فيها حالا؛ لينبه على عظمة قدرها في حال إحرام أهلها».
﴿وَأَنْتَ حِلٌّ بِهَذَا الْبَلَدِ ۝٢﴾ ذكر الرازي في تفسيره لهذه الآية خمسة أمور: فأولها وأنت أي يا محمد مقيمٌ بهذا البلد أي مكة كأنه تعظيم لمكة لأنه مقيم بها، وثانيها بمعنى الحلال، أي أن الكفار يحترمون هذا البلد ولا ينتهكون فيه المحرمات، وثالثها ما قاله قتادة: «وَأَنْتَ حِلٌّ أَيْ لَسْتَ بِآثِمٍ، وَحَلَالٌ لَكَ أَنْ تَقْتُلَ بِمَكَّةَ مَنْ شِئْت»، ورابعها وأنت غير مرتكبٍ ما يحرم عليك ارتكابه تعظيمًا منك لهذا البيت، وخامسها أن قسم الله بهذا البلد قد دلّ على فضله.
﴿وَوَالِدٍ وَمَا وَلَدَ ۝٣﴾ القسم بآدم وذريته إذ هم أعجب مخلوقات الله في هذه الأرض بما فيهم من العجائب والبنية والتركيب والعلم والمعرفة ودليل ذلك أمر الله الملائكة بالسجود لآدم.
﴿لَقَدْ خَلَقْنَا الْإِنْسَانَ فِي كَبَدٍ ۝٤﴾ المقصود بالكبد هو كبد الرجل إذا آلمه وانتفخ واتسع فيه لما له من الإرهاق، أو هو شدة الأمر فهو دم يشتد ويغلظ، والاختلاف بين التفسيرين هو جعل اسم الكبد موضوعًا للكبد، والذي يشتق منه الشدة. والآخر هو تفسير اللفظ موضوعًا عن الشدة والغلظ، وقال الرازي «أنه ليس في هذه الحياة لذة، وأنه خلق الإنسان في هذه الدنيا في كبد ومشقة ومحنة».
﴿أَيَحْسَبُ أَنْ لَنْ يَقْدِرَ عَلَيْهِ أَحَدٌ ۝٥﴾ أيظن الإنسان، الذي كان صاحب نعمة وقوة، بأن قدراته سببٌ يمنع الجميع من التعدي عليه، فهو لن يتمكن من تحويل أحواله ظناً بإمكانياته.
﴿يَقُولُ أَهْلَكْتُ مَالًا لُبَدًا ۝٦﴾ أنفقت مالًا لبدًا أي كثيرًا كما قال مجاهد وغيره، وجاء في تفسير الرازي أن الكافر يتحدث عن إنفاقه الكثير من الأموال في سبيل عداوة النبي محمد، ويحتسب ذلك فخرًا وتعاليًا منه.
﴿أَيَحْسَبُ أَنْ لَمْ يَرَهُ أَحَدٌ ۝٧﴾ هل يفكر الكافر الذي يحارب النبي بأن الله لا يراه إن حارب وإن لم يحارب، وإن أنفق أو لم ينفق، بل رآه وشهد عل كل أموره.
﴿أَلَمْ نَجْعَلْ لَهُ عَيْنَيْنِ ۝٨ وَلِسَانًا وَشَفَتَيْنِ ۝٩ وَهَدَيْنَاهُ النَّجْدَيْنِ ۝١٠﴾ اغترار الإنسان بقوته التي أنعمها الله عليه، وعلى نعمة ماله، وعلى نعمة البصر والنطق، والقدرة على تمييز الطريق خيره وشره، ومع ذلك فإن الإنسان لا يحمد ولا يشكر الله.
﴿فَلَا اقْتَحَمَ الْعَقَبَةَ ۝١١﴾ وهي المهالك والأمور الكبيرة، والعقبة كالعثرات في الطرق، وكما قال الكَلبي: «هي عاقبةٌ تتراوح بين الجنة والنار»؛ وأنها حافزٌ لتشويق وترغيب للإنسان لتجنب العقبة.
﴿وَمَا أَدْرَاكَ مَا الْعَقَبَةُ ۝١٢﴾ ورد التفسير في مجمع البحوث: أتعلم بأن مقصد العقبة هنا بمعنى أنها أعمال الإنسان الصالحة التي تمنحه الأجر لما عانى وجاهد وتعرض للمشقة نفسيًا وجسديًا.
﴿فَكُّ رَقَبَةٍ ۝١٣﴾ تُفسر على أنها إزالة شيءٍ من شيءٍ ما، والمقصود هنا هو تحرير وإزالة حياة العبد بالترك والإبعاد.
﴿أَوْ إِطْعَامٌ فِي يَوْمٍ ذِي مَسْغَبَةٍ ۝١٤﴾ دعوة رسول الله إلى إطعام الطعام في أيام المجاعات لما فيها من أجرٍ وثوابٍ؛ وروي عن النبي أنه قال: «مِنْ مُوجِبَاتِ الرَّحْمَةِ إِطْعَامُ المُسْلِمِ السَّغْبَانْ». إذ أن أعظم الأجر والثواب في أعمال الإنسان هي إنفاقه المال للمحتاجين لاسيما في أوقات القحط.
﴿يَتِيمًا ذَا مَقْرَبَةٍ ۝١٥﴾ الإنفاق والإطعام على اليتيم ذي القرابة أفضل وأحبُّ عند الله من غيره، لما فيه من اجتماع اليتم والنسب بينهما؛ والمسغبة المجاعة.
﴿أَوْ مِسْكِينًا ذَا مَتْرَبَةٍ ۝١٦﴾ أو أطعم ذاك الفقير حاله كحال التراب لا حائط يحميه ولا سقف يغطيه ولا يملك شيئًا يقويه.
﴿ثُمَّ كَانَ مِنَ الَّذِينَ آمَنُوا وَتَوَاصَوْا بِالصَّبْرِ وَتَوَاصَوْا بِالْمَرْحَمَةِ ۝١٧﴾ الإيمان بالله وحده نجاةٌ للإنسان في جميع الأحوال، فالإيمان الكامل مع الصبر والرحمة أعلى منزلة من كل الأعمال، فلا حاجة للأعمال بلا الإيمان.
﴿أُولَئِكَ أَصْحَابُ الْمَيْمَنَةِ ۝١٨﴾ إن الإنسان المؤمن له حظٌ عظيمٌ في الدنيا والآخرة، فهو من أصحاب اليمين الذين لهم درجات عليا عند الله تعالى.
﴿وَالَّذِينَ كَفَرُوا بِآيَاتِنَا هُمْ أَصْحَابُ الْمَشْأَمَةِ ۝١٩﴾ إن الذين لم يؤمنوا بالله وأنكروا دين الإسلام وكذبوا النبي، فهم من أصحاب الشمال الذين يأتون وهم يحملون كتابهم بشمالهم وخلف ظهورهم.
﴿عَلَيْهِمْ نَارٌ مُؤْصَدَةٌ ۝٢٠﴾ فإن للذين كفروا بآيات الله عذابٌ عظيمٌ، فهم في نارٍ حارقةٍ مقفلةٍ لا يُسمح لهم بالهروب منها.

## مناسبة السورة لما قبلها ولما بعدها
اختتمت السورة السابقة لسورة البلد وهي سورة الفجر بأفضل الأماكن التي يسكنها الخلق وهي الجنة وبالنفس المطمئنة، ثم افتتحت سورة البلد بالقسم بأعظم البلاد في الدنيا وهي مكة وأشرف أولي الانفس المطمئنة وهو النبي محمد المقصود بقوله ﴿وَأَنْتَ حِلٌّ﴾، فقال تعالى: ﴿وَأَنْتَ حِلٌّ بِهَذَا الْبَلَدِ﴾. وقال السيوطي: «وجه اتصالها بما قبلها: أنه لما ذمّ فيها من أحبّ المال، وأكل التراث، ولم يحضّ على طعام المسكين، ذكر في هذه السورة الخصال التي تُطلب من صاحب المال، من فكّ الرقبة، والإطعام في يوم ذي مسغبة». وأما مناسبتها لسورة الشمس التي تأتي بعدها فهو ظاهرٌ في اختتام سورة البلد بذكر أصحاب الميمنة وهم الذين زكّوا أنفسهم ﴿قَدْ أَفْلَحَ مَنْ زَكَّاهَا ۝٩﴾ وأصحاب المشأمة الذين دسّوا أنفسهم ﴿وَقَدْ خَابَ مَنْ دَسَّاهَا ۝١٠﴾.

## إعراب السورة
| إعراب السورة                                               | إعراب السورة | إعراب السورة | إعراب السورة | إعراب السورة | إعراب السورة |
| ---------------------------------------------------------- | --- | ------------ | ------------ | ------------ | ------------ |
| ﴿لَا أُقْسِمُ بِهَذَا الْبَلَدِ ۝١﴾                                     | |              |              |              |              |
| لا                                                         | زائدة لتأكيد القسم. |              |              |              |              |
| أُقْسِمُ                                                       | فعل مضارع مرفوع وفاعله ضمير مستتر تقديره «أنا» يعود على الله تعالى. |              |              |              |              |
| بِهذَا                                                       | الباء حرف جر، هذا: اسم إشارة مبني على السكون في محل جر بحرف الجر. |              |              |              |              |
| البَلدِ                                                      | بدل من اسم الإشارة مجرور وعلامة جره الكسرة ويُمكن أن يكون صفة لاسم الإشارة. |              |              |              |              |
| ﴿وَأَنْتَ حِلٌّ بِهَذَا الْبَلَدِ ۝٢﴾                                     | |              |              |              |              |
| وَأَنْتَ                                                       | الواو اعتراضية أو حالية؛ «أنت» ضمير رفع منفصل مبني على الضم في محل رفع مبتدأ. |              |              |              |              |
| حلٌّ                                                         | خبر «أنت» مرفوع بالضمة. |              |              |              |              |
| بِهذَا                                                       | الباء حرف جر، هذا: اسم إشارة مبني على السكون في محل جر بحرف الجر. |              |              |              |              |
| الْبَلَدِ                                                      | بدل من اسم الإشارة مجرور وعلامة جره الكسرة ويُمكن أن يكون صفة لاسم الإشارة. "بهذا" متعلق بحل. |              |              |              |              |
| ﴿وَوَالِدٍ وَمَا وَلَدَ ۝٣﴾                                          | |              |              |              |              |
| وَوالِدٍ                                                      | الواو حرف عطف؛ «والد» معطوفة على «البلد» بالواو مجرورة وعلامة جرها الكسرة. |              |              |              |              |
| وَمَا                                                        | الواو حرف عطف وما اسم موصول مبني على السكون في محل جر معطوف على "والد". |              |              |              |              |
| وَلَدَ                                                        | فعل ماض مبني على الفتح والفاعل ضمير مستتر فيه جوازا تقديره هو؛ وجملة "ولد" صلة "ما" لا محل لها من الاعراب والعائد إلى الموصول لضمير محذوف منصوب لأنه مفعول به تقديره وما وَلَدَهُ. ويجوز أن تكون "ما" مصدرية فيكون تقديره بوالده وهو آدم أو إبراهيم وبمن ولد إلى يوم القيامة وقيل كل والد وولد. |              |              |              |              |
| ﴿لَقَدْ خَلَقْنَا الْإِنْسَانَ فِي كَبَدٍ ۝٤﴾                               | |              |              |              |              |
| لَقَدْ                                                        | اللام واقعة في جواب القسم والجملة بعدها لا محل لها من الاعراب. قد: حرف تحقيق "توقع". |              |              |              |              |
| خَلَقْنَا                                                      | خلق: فعل ماض مبني على السكون لاتصاله بنا والضمير "نا" ضمير متصل مبني على السكون في محل رفع فاعل. |              |              |              |              |
| الْإِنْسانَ                                                    | مفعول به منصوب وعلامة نصبه الفتحة. |              |              |              |              |
| فِي كَبَدٍ                                                     | جار ومجرور في محل نصب متعلق بحال محذوفة أي مكابدا وبعنى أدق في شدة وتعب. وقيل: في كبد أي منتصباً. |              |              |              |              |
| ﴿أَيَحْسَبُ أَنْ لَنْ يَقْدِرَ عَلَيْهِ أَحَدٌ ۝٥﴾                              | |              |              |              |              |
| أَيَحْسَبُ                                                      | الألف ألف توبيخ في لفظ استفهام. يحسب: فعل مضارع مرفوع بالضمة والفاعل ضمير مستتر فيه جوازاً تقديره هو يعود على بعض صناديد قريش الذين كان الرسول محمد يكابد منهم ما يكابد. أي أيظن هذا الصنديد القوي في قومه.                                                                                  |              |              |              |              |
| أَنْ                                                         | مخففة من "أنّ" الثقيلة وهي حرف مشبه بالفعل واسمه ضمير. |              |              |              |              |
| لنْ                                                         | حرف استقبال وتوكيد ونصب. |              |              |              |              |
| يَقْدِرَ                                                       | فعل مضارع منصوب بلن وعلامة نصبه الفتحة. |              |              |              |              |
| عَلَيْهِ                                                       | جار ومجرور متعلقان بالفعل "يقدر". |              |              |              |              |
| أَحَدٌ                                                        | فاعل مرفوع بالضمة، والمقصود هنا "الله سبحانه وتعالى". |              |              |              |              |
| ﴿يَقُولُ أَهْلَكْتُ مَالًا لُبَدًا ۝٦﴾                                   | |              |              |              |              |
| يَقُولُ                                                       | فعل مضارع مرفوع بالضمة، والفاعل ضمير مستتر جوازاً تقديره هو. |              |              |              |              |
| أَهْلَكْتُ                                                      | فعل ماض مبني على السكون لاتصاله بتاء الرفع المتحرك والتاء ضمير متصل مبني على الضم في محل رفع فاعل؛ وجملة "أَهْلَكْتُ" في محل نصب مفعول به. |              |              |              |              |
| مَالًا                                                       | مفعول به منصوب وعلامة نصبه الفتحة. |              |              |              |              |
| لُبَدًا                                                       | صفة "مَالًا" منصوبة بالفتحة. |              |              |              |              |
| ﴿أَيَحْسَبُ أَنْ لَمْ يَرَهُ أَحَدٌ ۝٧﴾                                    | |              |              |              |              |
| أَيَحْسَبُ                                                      | الألف ألف توبيخ في لفظ استفهام. يحسب: فعل مضارع مرفوع بالضمة والفاعل ضمير مستتر فيه جوازاً تقديره هو. |              |              |              |              |
| أَنْ                                                         | مخففة من "أنّ" الثقيلة وهي حرف مشبه بالفعل واسمه ضمير. |              |              |              |              |
| لَمْ                                                         | حرف جزم وقلب ونفي. |              |              |              |              |
| يَرَهُ                                                        | فعل مضارع مجزوم بلم وعلامة جزمه حذف حرف العلة من آخره، والهاء ضمير متصل مبني على الضم في محل نصب مفعول به مقدم. |              |              |              |              |
| أَحَدٌ                                                        | فاعل مؤخّر مرفوع بالضمة. |              |              |              |              |
| ﴿أَلَمْ نَجْعَلْ لَهُ عَيْنَيْنِ ۝٨﴾                                      | |              |              |              |              |
| أَلَمْ                                                        | الألف ألف التوبيخ في لفظ الاستفهام، و"لم" حرف قلب ونفي وجزم. |              |              |              |              |
| نَجْعَلْ                                                       | فعل مضارع مجزوم بلم وعلامة جزمه السكون الظاهرة على آخره، والفاعل ضمير مستتر وجوباً تقديره نحن. |              |              |              |              |
| لَهُ                                                         | جار ومجرور متعلق بالفعل "نجعل". |              |              |              |              |
| عَيْنَيْنِ                                                      | مفعول به منصوب وعلامة نصبه الياء لأنه مثنى. |              |              |              |              |
| ﴿وَلِسَانًا وَشَفَتَيْنِ ۝٩﴾                                          | |              |              |              |              |
| وَلِساناً                                                     | الواو حرف عطف؛ لسانا اسم معطوف منصوب بالفتحة الظاهرة. |              |              |              |              |
| وَشَفَتَيْنِ                                                     | الواو حرف عطف؛ شفتين اسم معطوف ثانٍ منصوب وعلامة نصبه الياء لأنه مثنى. |              |              |              |              |
| ﴿وَهَدَيْنَاهُ النَّجْدَيْنِ ۝١٠﴾                                       | |              |              |              |              |
| وَهَدَيْناهُ                                                    | الواو حرف عطف و"هَدَيْناهُ" فعل ماض مبني على السكون لاتصاله بالضمير نا و"نا" ضمير متصل مبني على السكون في محل رفع فاعل، والهاء ضمير متصل مبني على الضم في محل نصب مفعول به اول. |              |              |              |              |
| النَّجْدَيْنِ                                                    | مفعول به ثان منصوب وعلامة نصبه الياء لأنه مثنى. |              |              |              |              |
| ﴿فَلَا اقْتَحَمَ الْعَقَبَةَ ۝١١﴾                                      | |              |              |              |              |
| فَلا                                                        | الفاء حرف استئنافي، و"لا" النافية لا عمل لها بمعنى أوضح "لم" أي فلم يقتحم العقبة. |              |              |              |              |
| اقْتَحَمَ                                                      | فعل ماضي مبني على الفتحة الظاهرة والفاعل ضمير مستتر جوازاً تقديره هو. |              |              |              |              |
| الْعَقَبَةَ                                                     | مفعول به منصوب وعلامة نصبه الفتحة. |              |              |              |              |
| ﴿وَمَا أَدْرَاكَ مَا الْعَقَبَةُ ۝١٢﴾                                   | |              |              |              |              |
| وَمَا                                                        | الواو حرف اعتراضي وجملة "أَدْرَاكَ مَا الْعَقَبَةُ" اعتراضية لا محل لها من الإعراب. أما "ما" فهي اسم استفهام مبني على السكون في محل رفع مبتدأ. |              |              |              |              |
| أَدْرَاكَ                                                      | فعل ماضٍ مبني على الفتحة المقدرة على الألف للتعذر، والفاعل ضمير مستتر جوازاً تقديره هو، ويعود ذلك على الاسم "ما"، وكاف الخطاب ضمير متصل مبني على الفتح في محل نصب مفعول به. وجملة "أَدْرَاكَ" في محل رفع خبر الاسم "ما".                                                                          |              |              |              |              |
| مَا                                                         | اسم استفهام مبني على السكون في محل رفع مبتدأ. |              |              |              |              |
| الْعَقَبَةُ                                                     | خبر "ما" مرفوعة بالضمة الظاهرة. |              |              |              |              |
| ﴿فَكُّ رَقَبَةٍ ۝١٣﴾                                               | |              |              |              |              |
| فَكُّ                                                         | خبر مرفوع بالضمة الظاهرة لمبتدأ محذوف تقديره هي. |              |              |              |              |
| رَقَبَةٍ                                                       | مضاف إليه مجرور وعلامة جره الكسرة، والجملة هي جملة اسمية تفسيرية لا محل لها من الإعراب. |              |              |              |              |
| ﴿أَوْ إِطْعَامٌ فِي يَوْمٍ ذِي مَسْغَبَةٍ ۝١٤﴾                              | |              |              |              |              |
| أَوْ إِطْعَامٌ                                                   | "أو" حرف عطف للاسم "فَكُّ"، أما "إِطْعَامٌ" فهو خبر مرفوع بالضمة الظاهرة لمبتدأ محذوف تقديره هي. |              |              |              |              |
| فِي يَوْمٍ ذِي                                                  | الجار والمجرور "فِي يَوْمٍ" متعلقان بكلمة "إِطْعَامٌ"، و"ذي" تُعرب صفة "يَوْمٍ" مجرورة بالياء لأنها من الأسماء الخمسة. |              |              |              |              |
| مَسْغَبَةٍ                                                      | مضاف إليه مجرور وعلامة جره الكسرة، بمعنى "ذي مجاعة". |              |              |              |              |
| ﴿يَتِيمًا ذَا مَقْرَبَةٍ ۝١٥﴾                                        | |              |              |              |              |
| يَتِيمًا                                                      | مفعول به منصوب (للكلمة التي وردت في الآية السابقة "إِطْعَامٌ") وعلامة نصبه الفتحة لأن مصدره يعمل عمل فعله عند البصريين وعند الكوفيين. |              |              |              |              |
| ذَا مَقْرَبَةٍ                                                   | صفة "يَتِيمًا" منصوبة بالألف لأنها من الأسماء الخمسة، أما "مَقْرَبَةٍ" فتُعرب مضاف إليه مجرور وعلامة جره الكسرة. |              |              |              |              |
| ﴿أَوْ مِسْكِينًا ذَا مَتْرَبَةٍ ۝١٦﴾                                    | |              |              |              |              |
| أَوْ مِسْكِينًا                                                  | "أَوْ" حرف عطف للآية السابقة، و"مِسْكِينًا" مفعول به منصوب وعلامة نصبه الفتحة الظاهرة. |              |              |              |              |
| ذَا مَتْرَبَةٍ                                                   | صفة "يَتِيمًا" منصوبة بالألف لأنها من الأسماء الخمسة، وتُعرب كلمة "مَتْرَبَةٍ" مضاف إليه مجرور وعلامة جره الكسرة. |              |              |              |              |
| ﴿ثُمَّ كَانَ مِنَ الَّذِينَ آمَنُوا وَتَوَاصَوْا بِالصَّبْرِ وَتَوَاصَوْا بِالْمَرْحَمَةِ ۝١٧﴾ | |              |              |              |              |
| ثُمَّ كَانَ                                                     | ثم حرف عطف، وقصد به بهذه الآية " أي وكان"، أما "كَانَ" فتُعرب فعل ماض ناقص مبني على الفتحة الظاهرة واسم كان ضمير مستتر جوازاً تقديره هو. |              |              |              |              |
| مِنَ الَّذِينَ                                                   | من حرف جر، و"الَّذِينَ" اسم موصول مبني على الفتح في محل جر بحرف الجر، والجار والمجرور متعلقان بخبر كان. |              |              |              |              |
| آمَنُوا                                                      | فعل ماضٍ مبني على الضمة لاتصاله بواو الجماعة والواو ضمير متصل مبني على السكون في محل رفع فاعل، والألف فارقة، وجملة "آمَنُوا" صلة الموصول لا محل لها من الإعراب. |              |              |              |              |
| وَتَوَاصَوْا                                                    | فعل ماضٍ مبني على الضمة لاتصاله بواو الجماعة والواو ضمير متصل مبني على السكون في محل رفع فاعل، والألف فارقة، وأصل الكلمة هي "تَواصيوا" ولكن حُذفت الياء لسكونها ولِسكون الواو. |              |              |              |              |
| بِالصَّبْرِ                                                     | الجار والمجرور متعلقان بالكلمة "تَوَاصَوْا" بمعنى أوضح "أوصى بعضهم بعضاً بالصّبر". |              |              |              |              |
| وَتَوَاصَوْا                                                    | الواو حرف عطف، و"تَوَاصَوْا" فعل ماضٍ مبني على الضمة لاتصاله بواو الجماعة والواو ضمير متصل مبني على السكون في محل رفع فاعل، والألف فارقة. |              |              |              |              |
| بِالْمَرْحَمَةِ                                                   | الجار والمجرور متعلقان بالكلمة "تَوَاصَوْا". |              |              |              |              |
| ﴿أُولَئِكَ أَصْحَابُ الْمَيْمَنَةِ ۝١٨﴾                                   | |              |              |              |              |
| أُولَئِكَ                                                      | اسم إشارة مبني على الكسرة في محل رفع مبتدأ، والكاف كاف الخطاب. |              |              |              |              |
| أَصْحَابُ                                                      | خبر "أُولَئِكَ" مرفوع بالضمة ويمكن أن تُعرب خبر لمبتدأ محذوف تقديره هم. |              |              |              |              |
| الْمَيْمَنَةِ                                                    | مضاف إليه مجرور وعلامة جره الكسرة. |              |              |              |              |
| ﴿وَالَّذِينَ كَفَرُوا بِآيَاتِنَا هُمْ أَصْحَابُ الْمَشْأَمَةِ ۝١٩﴾                 | |              |              |              |              |
| وَالَّذِينَ                                                     | الواو حرف عطف، "الذين" اسم موصول مبني على الفتحة في محل رفع مبتدأ، والجملة التي تليه تُعرب جملة صلة الموصول لا محل لها من الاعراب. |              |              |              |              |
| كَفَرُوا                                                      | فعل ماضٍ مبني على الضمة لاتصاله بواو الجماعة والواو ضمير متصل مبني على السكون في محل رفع فاعل، والألف فارقة. |              |              |              |              |
| بِآيَاتِنَا                                                    | جار ومجرور متعلقان بالفعل "كَفَرُوا" و"نا" ضمير متصل مبني على السكون في محل جر بالإضافة. |              |              |              |              |
| هُمْ أَصْحَابُ                                                   | خبر لمبتدأ محذوف مرفوع وعلامة رفعه الضمة الظاهرة. |              |              |              |              |
| الْمَشْأَمَةِ                                                    | مضاف إليه مجرور وعلامة جره الكسرة الظاهرة. |              |              |              |              |
| ﴿عَلَيْهِمْ نَارٌ مُؤْصَدَةٌ ۝٢٠﴾                                       | |              |              |              |              |
| عَلَيْهِمْ                                                      | على حرف جر، أما إعراب "هم" فتُعرب الهاء ضمير الغائب مبني على الضمة في محل جر بحرف الجر والميم للجمع، والجار والمجرور متعلقان بخبر مُقدّم. |              |              |              |              |
| نَارٌ                                                        | مبتدأ مؤخر مرفوع وعلامة رفعه الضمة الظاهرة. |              |              |              |              |
| مُؤْصَدَةٌ                                                      | صفة "نَارٌ" مرفوعة بالضمة الظاهرة. |              |              |              |              |